# Neo (banda inglesa)
Neo fue una banda inglesa de punk rock que el músico y artista estadounidense Ian North formó en Londres, Inglaterra, en 1977, tras dejar su natal Nueva York, donde había formado parte de la banda proto-punk de culto Milk 'N' Cookies. La agrupación destacó, bajo la visión de North, por ser pionera de la evolución del sonido y temática punk de sus contemporáneos en el Reino Unido, con los que compartía escenarios durante presentaciones en vivo. Hasta su separación en 1978, North fue el único integrante permanente, aunque muchos de sus miembros destacarían tiempo después en otros grupos influyentes y más exitosos.

## Historia
En 1976, el cantante estadounidense Ian North se marchó a Londres, Inglaterra, después de haber recibido la propuesta por parte del sello Island Records de desarrollarle de una carrera como solista. Su partida al país europeo causó la disolución de Milk 'N' Cookies, grupo del cual había sido guitarrista y con el que había ingresado a Island, y que ya era considerado como pionero del sonido punk dentro de la escena musical de Nueva York. En abril de ese año, ya en la capital inglesa, North forma Ian North's Radio, banda a la cual describió que exponía casi el mismo estilo musical de Milk 'N' Cookies y que encajaba a la vez dentro del género "Post-punk". El grupo estaba integrado por North en la voz, Martin Gordon (exintegrante de John's Children, Sparks y Jet) en el bajo y Paul Simon (exmiembro de Limmie Funk Limited) en la batería, alineación que dura poco debido a la salida de Gordon, quien se marcha a Radio Stars, siendo reemplazado por George Dyner, quien tampoco dura mucho tiempo. 
Para abril de 1977, Ian North's Radio estaba integrado por North en la voz y el bajo a la vez, Paul Simon en la batería y el hermano de este último, Robert (también exmiembro de Limmie Funk Limited), en la guitarra. Con esta alineación, la banda comienza a llamarse Neo, realizando su primer concierto con ese nombre a finales de mayo de 1977, en el Club Marquee de Londres.
Neo era considerada como una banda punk distinta a los demás grupos del mismo género musical, con los que se presentaba en los mismos lugares. North se encargó de que el estilo del grupo fuera diferente, ya que consideraba al punk de sus contemporáneos como parte de una etapa experimentada anteriormente por él, en referencia a Milk 'N' Cookies e Ian North's Radio. Por ello, Neo contaba con unos arreglos más adelantados, un mayor profesionalismo musical y unas letras más "pensativas" y "personales". Durante sus conciertos, la banda interpretaba temas como "The Robots", que trataba sobre las bandas de punk con quienes compartían lugares de presentación, y "Tell Me The Truth", que era sobre la apariencia contradictoria delante y detrás de los escenarios del grupo de punk Oi! Sham 69. Una grabación en vivo de este último tema, y de otro llamado "Small Lives", realizada en el club Vortex en octubre de 1977, fue parte de un compilado de diferentes grupos que tocaron allí en directo, el disco Live At The Vortex, lanzado ese mismo año. Las buenas críticas que Neo recibió por su interpretación de ambos temas para este disco, hicieron que los sellos Charisma y Jet disputaran su inclusión, lográndolo este último.
En febrero de 1978, Robert Simon decidió abandonar Neo para incorporarse a Ultravox, y como consecuencia su hermano Paul es echado poco después por decisión del propio North. Como único miembro restante, North integra para una nueva alineación a Steve Byrd en la guitarra, John McCoy en el bajo y Bryson Graham en la batería, con quienes graba temas para dos discos. El primero sería el sencillo Tran-Sister y el segundo, un álbum debut en planes de ser lanzado. Las sesiones de grabación de estos discos fueron realizadas en el estudio del ex cantante de Deep Purple, Ian Gillan, quien tras escuchar la interpretación de Neo, llamó a Byrd y a McCoy para dejar la banda de North e integrarse a su nuevo proyecto, Gillan.
North, quedando solo con Bryson Graham en la batería, recluta a Steve Wilkin, exmiembro de una banda de culto llamada Masterswitch, en la guitarra y a Nick South en el bajo. Ésta alineación dura poco, a pesar de ser muy unida, ya que South y Graham dejan el grupo por su negativa de dejar Londres para las giras de Neo, debido al compromiso de ambos con otra banda que integraban. Neo logra reemplazarlos con Mark Steed, excompañero de Wilkinson en Masterswitch, en el bajo y Derek Quinton  en la batería, y es esta alineación con la que realizó una gira para promocionar el esperado álbum debut, presentándose como grupo telonero de Magazine. Pero acabada la gira, la banda reemplaza a Steed por Mick Sweeney en el bajo, y adiciona a Dan Black como su primer tecladista
Sin embargo, la banda sufrió duro revés cuando fue echada por Jet Records, lo que ocasionó la cancelación del lanzamiento del álbum debut. Ian North había negado el pedido del sello de grabar nuevo material para un segundo álbum, y por ese entonces estaba tratando de ejercer como mánager de Neo, función que le correspondía a Sharon Arden, hija del dueño de Jet, Don Arden. Como consecuencia, el dinero de la banda se volvió escaso, por lo que se redujeron los lugares para las presentaciones. Ante la situación poco favorable para Neo, Mick Sweeney se marcha y forma la banda new romantic Classix Nouveaux en 1979, y Dan Black también parte y se une tiempo después a Psychic TV. Quedando como miembros restantes, Ian North, Steve Wilkin y Derek Quinton trataron de sostener al grupo, retornando a los estudios de grabación junto con Billy Currie de Ultravox en los teclados. Sin embargo, por ese entonces, la VISA de Ian North venció, obligando al cantante a regresar a Nueva York, dándose por terminada la historia de Neo.
En 1979, el sello sueco Metronome lanzó un disco con los temas del cancelado álbum debut de Neo, titulado con el nombre del grupo. Sin embargo, Metronome lo sacó como el primer álbum solista de Ian North.
Después de la separación de Neo, Steve Wilkin pasó a diversas bandas como Random Hold y Jimmy Edwards & The Profile e Ian North alternó la música con la pintura, realizando lanzamientos esporádicos dentro de su discografía, falleciendo el 28 de febrero de 2021.

## Discografía
- Live At The Vortex (álbum compilado de Neo y otras bandas de punk en concierto)
- Tran-Sister, primer y único sencillo (Jet, 1978)
- Neo (Metronome, 1979) (aunque grabado por Neo, cuenta como el primer álbum solista de Ian North)
- Hollywood Babylon (Aura, 1979) (aunque grabado por Neo, cuenta como el primer sencillo solista de Ian North)